# Jan Eberle
Jan Eberle (* 20. května 1989, Kladno, Československo) je český hokejový útočník v současnosti působící u extraligového týmu HC Vítkovice Ridera.

## Hráčská kariéra
Svoji kariéru započal v rodném Kladně, odkud roku 2006 přešel do Seattle Thunderbirds, hrající juniorskou severoamerickou ligu Western Hockey League. Zde odehrál celkově ve dvou sezónách 123 zápasů. Poté se opět vrátil do Kladna. Několikrát byl na hostování v týmech HC Berounští Medvědi (sezóna 2008/09, 16 zápasů), HC Slovan Ústí nad Labem (sezóna 2009/10) a IHC Písek (sezóna 2011/12, 20 zápasů). S týmem Litvínova se mu podařilo získat mistrovský titul v sezóně 2014/2015. Do finále se opět dostal s týmem Mountfield HK až o 8 let později. Ve finále prohrál jeho tým proti HC Oceláři Třinec na série 4:2.

## Ocenění a úspěchy
- 2006 ČHL-18 - Nejlepší hráč v pobytu na ledě (+/-)

## Prvenství
- Debut v ČHL – 3. října 2008 (HC GEUS OKNA Kladno proti HC Vítkovice Steel)
- První gól v ČHL – 6. října 2008 (HC GEUS OKNA Kladno proti HC Slavia Praha, českému brankáři Dominiku Furchovi)
- První asistence v ČHL – 11. listopadu 2008 (HC GEUS OKNA Kladno proti HC Lasselsberger Plzeň)
- První hattrick v ČHL – 30. prosince 2018 (Piráti Chomutov proti HC Škoda Plzeň)

## Klubová statistika
| Sezóna      | Klub                       | Soutěž      |     | Základní část | Základní část | Základní část | Základní část | Základní část |    | Play off | Play off | Play off | Play off | Play off |
| Sezóna      | Klub                       | Soutěž      | Z   | G             | A             | B             | TM            | Z             | G  | A        | B        | TM       |          |          |
| 2003-04     | HC Kladno 18               | ČHL-18      | 2   | 1             | 0             | 1             | 0             | —             | —  | —        | —        | —        |          |          |
| 2004-05     | HC Kladno 18               | ČHL-18      | 38  | 8             | 14            | 22            | 14            | —             | —  | —        | —        | —        |          |          |
| 2005-06     | HC Kladno 18               | ČHL-18      | 46  | 29            | 43            | 72            | 40            | 5             | 2  | 2        | 4        | 4        |          |          |
| 2005-06     | HC Kladno 20               | ČHL-20      | 1   | 0             | 0             | 0             | 0             | —             | —  | —        | —        | —        |          |          |
| 2006-07     | Seattle Thunderbirds       | WHL         | 68  | 18            | 20            | 38            | 44            | 11            | 1  | 4        | 5        | 10       |          |          |
| 2007-08     | Seattle Thunderbirds       | WHL         | 55  | 7             | 14            | 21            | 35            | 12            | 2  | 4        | 6        | 10       |          |          |
| 2008-09     | HC Kladno 20               | ČHL-20      | 14  | 8             | 10            | 18            | 28            | —             | —  | —        | —        | —        |          |          |
| 2008-09     | HC GEUS OKNA Kladno        | ČHL         | 7   | 1             | 2             | 3             | 0             | —             | —  | —        | —        | —        |          |          |
| 2008-09     | HC Berounští Medvědi       | 1.ČHL       | 16  | 3             | 5             | 8             | 6             | —             | —  | —        | —        | —        |          |          |
| 2009-10     | HC Kladno 20               | ČHL-20      | 4   | 2             | 3             | 5             | 8             | —             | —  | —        | —        | —        |          |          |
| 2009-10     | HC GEUS OKNA Kladno        | ČHL         | 46  | 11            | 9             | 20            | 57            | —             | —  | —        | —        | —        |          |          |
| 2009-10     | HC Slovan Ústí nad Labem   | 1.ČHL       | 0   | 0             | 0             | 0             | 0             | 2             | 0  | 0        | 0        | 0        |          |          |
| 2010-11     | HC Vagnerplast Kladno      | ČHL         | 52  | 3             | 8             | 11            | 20            | —             | —  | —        | —        | —        |          |          |
| 2011-12     | Rytíři Kladno              | ČHL         | 35  | 4             | 4             | 8             | 12            | 3             | 1  | 0        | 1        | 0        |          |          |
| 2011-12     | IHC Písek                  | 1.ČHL       | 20  | 8             | 9             | 17            | 12            | —             | —  | —        | —        | —        |          |          |
| 2012-13     | Rytíři Kladno              | ČHL         | 52  | 7             | 5             | 12            | 28            | 10            | 0  | 0        | 0        | 6        |          |          |
| 2013-14     | Rytíři Kladno              | ČHL         | 41  | 1             | 7             | 8             | 10            | —             | —  | —        | —        | —        |          |          |
| 2013-14     | ČEZ Motor České Budějovice | 1.ČHL       | 7   | 0             | 0             | 0             | 6             | —             | —  | —        | —        | —        |          |          |
| 2014-15     | Rytíři Kladno              | 1.ČHL       | 52  | 18            | 19            | 37            | 32            | 6             | 1  | 0        | 1        | 2        |          |          |
| 2014-15     | HC Verva Litvínov          | ČHL         | 0   | 0             | 0             | 0             | 0             | 1             | 0  | 0        | 0        | 0        |          |          |
| 2015-16     | HC Olomouc                 | ČHL         | 52  | 3             | 8             | 11            | 20            | 5             | 0  | 1        | 1        | 2        |          |          |
| 2016-17     | HC Olomouc                 | ČHL         | 51  | 7             | 10            | 17            | 22            | —             | —  | —        | —        | —        |          |          |
| 2017-18     | HC Olomouc                 | ČHL         | 50  | 9             | 18            | 27            | 20            | 9             | 0  | 2        | 2        | 2        |          |          |
| 2018-19     | HC Škoda Plzeň             | ČHL         | 49  | 16            | 12            | 28            | 34            | 14            | 0  | 2        | 2        | 6        |          |          |
| 2019-20     | HC Škoda Plzeň             | ČHL         | 36  | 5             | 4             | 9             | 12            | —             | —  | —        | —        | —        |          |          |
| 2020-21     | HC Škoda Plzeň             | ČHL         | 45  | 5             | 10            | 15            | 10            | 3             | 0  | 1        | 1        | 0        |          |          |
| 2021-22     | BK Mladá Boleslav          | ČHL         | 33  | 1             | 8             | 9             | 12            | 14            | 5  | 0        | 5        | 4        |          |          |
| 2022-23     | BK Mladá Boleslav          | ČHL         | 24  | 2             | 1             | 3             | 6             | —             | —  | —        | —        | —        |          |          |
| 2022-23     | Mountfield HK              | ČHL         | 18  | 3             | 9             | 12            | 6             | 16            | 1  | 2        | 3        | 2        |          |          |
| 2023-24     | Mountfield HK              | ČHL         | 39  | 5             | 3             | 8             | 8             | 8             | 0  | 0        | 0        | 2        |          |          |
| ČHL celkově | ČHL celkově                | ČHL celkově | 630 | 83            | 118           | 201           | 277           | 123           | 16 | 19       | 35       | 64       |          |          |

## Reprezentace
V roce 2006 Eberle nastoupil na mistrovství světa do 17 let 2006, kde odehrál 3 zápasy. Následující rok byl zařazen do sestavy reprezentace na MS do 18 let. V roce 2009 byl nasazen do sestavy pro MS do 20 let, zde ohrál 15 zápasů.
| Rok    | Tým      | Soutěž | Z | G | A | B | TM |
| ------ | -------- | ------ | - | - | - | - | -- |
| 2009   | Česko 20 | MSJ    | 6 | 0 | 1 | 1 | 0  |
| Celkem | Celkem   | Celkem | 6 | 0 | 1 | 1 | 0  |